# Acueducto de Peña Cortada
El acueducto romano de Peña Cortada, también acueducto de La Serrada o acueducto de La Serranía, discurre por los municipios de Tuéjar, Chelva, Calles y Domeño, en la provincia de Valencia (España). Si bien una publicación reciente del arqueólogo y doctor en arquitectura de la Universidad Politécnica de Valencia Miquel R. Martí Maties, durante el VI Congreso Internacional de Ingeniería Romana, amplía su recorrido hasta la misma capital valenciana, con una distancia total de 98,6 km.
En 2004 fue declarado Bien de Interés Cultural con categoría de Monumento.

## Descripción
Este acueducto fue trazado con distintos sistemas de conducción de aguas que, desde su origen en el azud del río Tuéjar, salvan grandes escollos topográficos. La longitud de los restos hallados es de 28,6 kilómetros, siendo su entidad comparable con los acueductos romanos más relevantes de España: Segovia, Les Ferreres de Tarragona y Los Milagros de Mérida. 
En el acueducto de Peña Cortada coexisten dos tipos, el de acueducto puente y el de acueducto viaducto. En el primero se aúnan las técnicas ya resueltas del puente y del arco honorífico o triunfal que aquí se emplean sobre todo para salvar la rambla de Alcotas y el barranco de la Cueva del Gato con la monumentalidad requerida por sus autores para magnificar el poderío de su imperio. En el segundo tipo de acueducto de circulación libre por canal, canalis structilis, se despliega aquí, en su tramo excavado en roca, el dominio técnico romano en cuanto a sistemas de conducción de aguas.
No se conoce el trazado total del acueducto, aunque con toda probabilidad se puede descartar que su destino fuera Sagunto, que tenía su propio sistema de agua como Liria, donde ocurre lo mismo. Además, por cotas de nivel a esta última llegaría a una cota casi 100 m por encima de la población. Por otra parte la anchura de la conducción, claramente de dimensión superior por ejemplo a la del acueducto de Tarragona, una de las ciudades de mayor población de la España romana, nos pueden indicar un uso para riego y su destino sería el llano entre Casinos y Liria.

## Partes integrantes

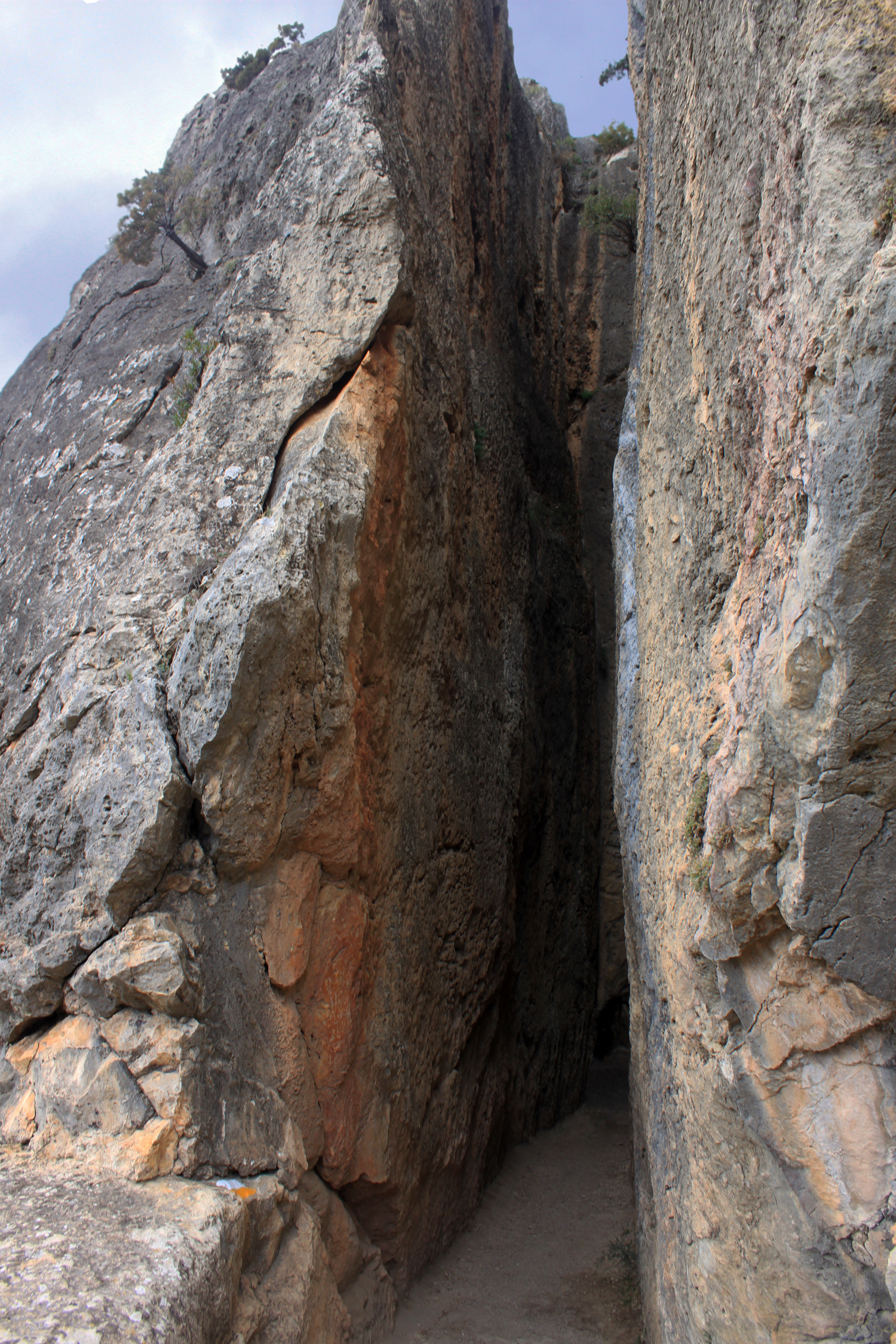
Peña Cortada.

1. La captación de agua (Tuéjar). Muy cerca de la Fuente del Saz (área recreativa ubicada en el término municipal de Tuéjar), encontramos un simple dique, saeptum, perpendicular a la corriente, que permite desviar directamente hacia el canal, specus, donde su tramo inicial está tallado en roca.
2. El puente del barranco del Convento (Chelva) de un solo arco.
3. El puente de la rambla de Alcotas (Calles). Escolano en 1611 y Marés en 1681 pudieron comprobar que este puente tenía seis arcos. Sin embargo Cavanilles un siglo más tarde, en 1795, ya constata la existencia del único arco apoyado sobre dos pilas que hoy en día permanece en pie, así como una tercera pila con el arranque de un segundo arco.
4. El puente del barranco de la Cueva del Gato (Calles) de tres arcos que constituye la fábrica más espectacular y mejor conservada de todo el acueducto. Su longitud total es de 36 m., mientras que su altura máxima rasante supera los 18 metros.
Una vez rebasado este puente el specus gira bruscamente en dirección este para seguir a través de un impresionante cortado denominado Peña Cortada o La Serrada, ya que la montaña sufrió un corte casi en vertical de unos 25 metros de altura y en una longitud de unos 50 metros. La roca extraída debió aprovecharse en la construcción de este puente acueducto.
5. Puente de la Torre de Castro (Calles). A partir de este punto, la conducción alterna 5 tramos al aire libre con otros 4 en galería, bordeando los costados oriental y septentrional de la Torre de Castro, mientras que en el occidental se localizan los restos de un puente acueducto, construido para salvar el barranco de Más de Solaz.
6. Puente del barranco de La Cabra (Calles) de un solo arco.
7. Puente del barranco de El Zurdo (Calles) del que apenas se distingue uno de los machones.
8. Puente del barranco del Tío Roque (Calles) de un solo arco en el que apenas se distingue el arranque de los machones.
9. Puentes de los barrancos del Arenal y de la Olivera del Arquillo (Calles) de un solo arco, también muy destruido.
10. Canalizaciones en el término municipal de Domeño, cubiertas y descubiertas.